# 5 Batalion Rozpoznawczy (LWP)
5 Batalion Rozpoznawczy – samodzielny pododdział 8 Drezdeńskiej Dywizji Zmechanizowanej.
Batalion w latach 50. XX w. stacjonował w Koszalinie. Powtórnie sformowany Zarządzeniem Szefa Sztabu Generalnego WP Nr 071/Org. z 10 lipca 1970 r. na bazie 33 Kompanii Rozpoznawczej, stacjonował w Kołobrzegu, w budynku o aktualnym adresie ul. Jedności Narodowej 88B (zajmował cały ten budynek). Aktualnie te koszary nie istnieją. Numer JW 3659.

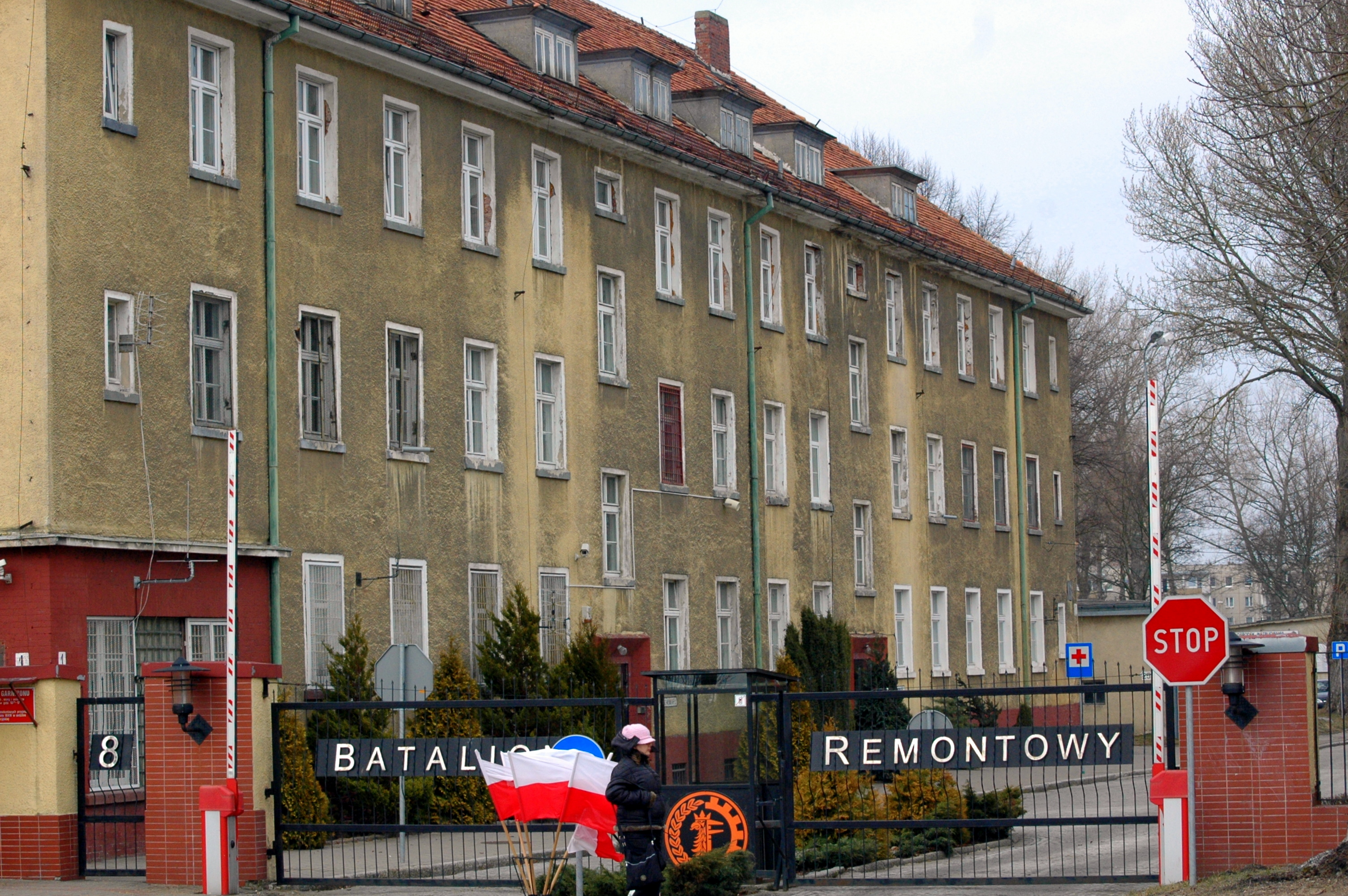
Kołobrzeg – Batalion Remontowy ul. Koszalińska

## Skład organizacyjny
dowództwo i sztab
- 1 kompania rozpoznawcza na BRDM-2
  - 3 plutony rozpoznawcze
- 2 kompania rozpoznawcza na BWP-1
  - 3 plutony rozpoznawcze
- kompania specjalna
  - grupa dowodzenia
  - 5 grup rozpoznawczych
  - grupa płetwonurków
  - grupa łączności
  - instruktor spadochronowy + układacz spadochronów
- kompania rozpoznania radioelektronicznego
  - grupa analizy informacji
  - pluton rozpoznania systemów radiolokacyjnych
  - pluton rozpoznania radiowego UKF
  - pluton namierzania radiowego UKF
- pluton technicznego rozpoznania pola walki
- pluton łączności
- pluton remontowy
- pluton zaopatrzenia
- pluton medyczny

|  |  |

## Przeformowanie
Na podstawie Zarządzenia Szefa Sztabu Generalnego WP Nr 084/Org z 27 października 1993 r. 5 Batalion Rozpoznawczy 8 DZ został przemianowany na 8 Batalion Rozpoznawczy 8 DOW i przedyslokowany w marcu 1994 r. z Kołobrzegu do Lęborka.